# WSK Meduza
WSK Meduza est un prototype de voiture de sport conçue par le constructeur polonais WSK Mielec en 1957.

## Description
Le prototype est présenté pour la première fois le 22 juillet 1957 en même temps que la Mikrus MR-300. Il a été conçu dans le but de présenter une carrosserie alternative pour une petite voiture polonaise. Elle est construite sur le châssis de Mikrus MR-300, son habitacle offre 4 places, le coffre est accessible de l'extérieur grâce au capot qui imite une calandre. La suspension des roues est indépendante, équipée d'amortisseurs hydrauliques. Le moteur à deux temps d'une cylindrée de 296 cm³ est placée à l'arrière du véhicule et développe une puissance de 14,5 ch à 5100 tr/min et un couple de 19,6 N m à 3500 tr/min. Le mouvement est transmis aux roues arrière grâce à une boîte de vitesses manuelle à 4 rapports.